# Norbert Tessmer
Norbert Tessmer (* 4. August 1953 in Coburg) ist ein deutscher Kommunalpolitiker (SPD). Von 2014 bis 2020 war er Oberbürgermeister seiner Heimatstadt Coburg.

## Leben
Nach der Schule und einer Ausbildung zum Floristen wurde Tessmer 1973 Beamter des Bundesgrenzschutzes. Er durchlief im Anschluss eine Karriere innerhalb der Polizei, die 1999 mit der Ernennung zum Ersten Polizeihauptkommissar in der Funktion eines Hundertschaftführers endete.
Parallel dazu war Tessmer, seit 1973 SPD-Mitglied, in der Kommunalpolitik tätig. 1984 wurde er erstmals in den Stadtrat gewählt, wo er verschiedene Funktionen ausübte. Zum Vorsitzenden seiner Fraktion wurde er 1994 gewählt, von 1996 bis 2008 und 2008 bis 2014 war er als Dritter bzw. Zweiter Bürgermeister tätig. Eine Fokussierung auf die städtische Kultur- und Sozialpolitik, für die er seit 2002 hauptberuflich als Referent zuständig war, brachte eine Freistellung vom Polizeidienst mit sich.
Tessmer trat bei der Bundestagswahl 2013 als Direktkandidat der SPD im Bundestagswahlkreis Coburg an, nachdem Carl-Christian Dressel seine Kandidatur zurückgezogen hatte. Tessmer verpasste den Einzug in den Bundestag. Er konnte 32,4 Prozent der Erststimmen auf sich ziehen.
Nachdem der amtierende Oberbürgermeister und Parteikollege Norbert Kastner seinen Rückzug aus der Politik kundgetan hatte, bestimmte die  Coburger SPD Tessmer zum Kandidaten für das Oberbürgermeisteramt bei den Kommunalwahlen in Bayern 2014. Tessmer konnte ein Ergebnis von 51,30 Prozent der Stimmen erreichen. Birgit Weber von der CSU kam als Zweitplatzierte auf 25,63 Prozent. Am 8. August 2019 gab Tessmer bekannt, bei der Kommunalwahl in Bayern 2020 nicht erneut zu kandidieren. Als sein Nachfolger wurde am 29. März 2020 Dominik Sauerteig gewählt.
Am 7. März 2020 wurde Tessmer zum stellvertretenden Landesvorsitzenden des Arbeiter-Samariter-Bundes Bayern gewählt.